# John H. Holdridge
John Herbert Holdridge (* 21. August 1924 in New York City; † 12. Juli 2001 in Washington, D.C.) war ein US-amerikanischer Diplomat, der unter anderem zwischen 1975 und 1981 Botschafter in Singapur, von 1981 bis 1983 Assistant Secretary of State for East Asian and Pacific Affairs sowie zuletzt zwischen 1983 und 1986 Botschafter in Indonesien war.

## Leben

### Studium, Zweiter Weltkrieg und Beginn der diplomatischen Laufbahn
Holdridge begann nach dem Schulbesuch 1941 zunächst ein grundständiges Studium am Dartmouth College, wechselte aber kurz darauf an die United States Military Academy (USMA) in West Point, um dort eine Offiziersausbildung zu absolvieren. Aufgrund des Kriegseintritts der USA in den Zweiten Weltkrieg nach dem Angriff auf Pearl Harbor durch die Kaiserlich Japanischen Marineluftstreitkräfte am 7. Dezember 1941 schloss er diese Ausbildung bereits 1942 vorzeitig mit einem Bachelor of Science (B.S.) ab. Im Anschluss diente er von 1942 bis 1948 als Offizier in der US Army und wurde zuletzt zum Oberleutnant (First Lieutenant) befördert.
Nach seinem Ausscheiden aus dem aktiven Militärdienst trat Holdridge 1948 in den diplomatischen Dienst des US-Außenministeriums ein und absolvierte im Anschluss von 1948 bis 1949 ein Studium der chinesischen Sprachen an der Cornell University, das er zwischen 1949 und 1950 an der Harvard University fortsetzte. Seinen ersten diplomatischen Auslandsposten nahm er von 1950 bis 1953 als Vizekonsul an der Botschaft in Thailand ein und war danach zwischen 1953 und 1956 Konsul am Generalkonsulat in Hongkong, ehe er von 1956 bis 1958 Konsul am Generalkonsulat in Singapur war. Nach anderen darauf folgenden Tätigkeiten kehrte er 1962 an das Generalkonsulat in Hongkong zurück, wo er bis 1966 Leiter der Politischen Abteilung war.

### China-Experte, Botschafter undAssistant Secretary of State for East Asian and Pacific Affairs
Nach seiner Rückkehr in die USA war Holdridge zwischen 1966 und 1968 Leiter der Forschungs- und Analysesektion im Referat Ostasien und Pazifikraum des Außenministeriums sowie von 1968 bis 1973 Leitender Mitarbeiter des Nationalen Sicherheitsrates USNSC (National Security Council) für den Fernen Osten. In dieser Funktion gehörte er im Juli 1971 zur US-Delegation beim ersten Geheimbesuch des Nationalen Sicherheitsberaters Henry Kissinger. Als es zur Verbesserung der sino-amerikanischen Beziehungen im Zuge der sogenannten Ping-Pong-Diplomatie dazu kam, dass Richard Nixon als erster US-Präsident im Februar 1972 die Volksrepublik China besuchte gehörte er auch zu dieser Delegation.
Anschließend war er von 1973 bis 1975 stellvertretender Leiter der US-Vertretung in der Volksrepublik China. Am 5. August 1975 wurde er Nachfolger von Edwin M. Cronk Botschafter in Singapur und übte dieses Amt bis zum 9. Juni 1978 aus. Als Nachfolger von Richard Holbrooke wurde er am 28. Mai 1981 zum Assistant Secretary of State for East Asian and Pacific Affairs ernannt, wodurch er Leiter des Referats für Ostasien und den Pazifikraum (Bureau of East Asian and Pacific Affairs) war. Dieses Amt übte er bis zum 13. Dezember 1982 aus, ehe Paul Wolfowitz am 22. Dezember 1982 die Position übernahm.
Holdridge selbst übernahm zuletzt 19. Februar 1983 den Posten als Botschafter in Indonesien und verblieb dort bis zu seinem Eintritt in den Ruhestand am 7. Januar 1986.
Aus seiner Ehe mit Martha Holdridge gingen drei Kinder hervor. Holdridge verstarb im Washingtoner Sibley Memorial Hospital an den Folgen einer Lungenfibrose.

## Veröffentlichung
- Crossing the Divide: An Insider’s Account of the Normalization of U.S.-China Relations, Memoiren, 1997, ISBN 0-8476-8505-5